# Liste der Naturdenkmale in Lohfelden
Die Liste der Naturdenkmale in Lohfelden nennt die auf dem Gebiet der Gemeinde Lohfelden im Landkreis Kassel in Hessen gelegenen Naturdenkmale. Dies sind gegenwärtig Bäume an 4 Standorten sowie das Flächenhafte Naturdenkmal „Sandgrube“ bei Vollmarshausen.

## Bäume
| Bild                          | Bezeichnung             | Ortsteil, Lage                                 | Beschreibung | Art                       | Nr.      |
| ----------------------------- | ----------------------- | ---------------------------------------------- | --- | ------------------------- | -------- |
| mehr Fotos \| Fotos hochladen | 2 Maulbeerbäume         | Crumbach 51° 16′ 14,5″ N, 9° 32′ 13,7″ O       | Zwei Maulbeerbäume auf einer Grünfläche in der Ortsmitte von Crumbach. Die beiden Bäume stehen nebeneinander an einem Hang, direkt westlich und unterhalb des ummauerten Kirchhofs, in Nachbarschaft zur „Lutherlinde“. Eine Anpflanzung dieser Baumart wird 1790 im Kirchenbuch von Crumbach erwähnt. Die Blätter der Maulbeerbäume wurden damals als Futter für Seidenraupen genutzt, und im 19. Jahrhundert existierte eine Seidenspinnerei in Crumbach. 1854 wurden durch den Baumwollweber Jakob Becker Plantagen mit Maulbeerbäumen angelegt. Man geht davon aus, dass die beiden erhaltenen Bäume an der Kirche aus dieser Zeit stammen. Stammumfang oberer Baum: 2,90 m Stammumfänge unterer Baum: 2,50 und 2,25 m Höhe: 10 m Pflanzjahr: 1854 OSM-Links zur Kartendarstellung: oberer Maulbeerbaum, unterer Maulbeerbaum | Morus                     | 6.33.491 |
| mehr Fotos \| Fotos hochladen | 1 Eiche „Wieseneiche“   | Crumbach 51° 16′ 42,7″ N, 9° 31′ 42,8″ O       | Stieleiche direkt nördlich des Autobahnkreuzes Kassel Mitte. Der Stamm der imposanten Eiche teilt sich in etwa 1,00 m Höhe. Der Baum steht am Rande eines kleinen Ackers, ein Ort mit der alten Flurbezeichnung „Die Teichwiesen“. Heute ist dies eine teich- und wiesenlose Restfläche, eingeschlossen durch das Autobahnkreuz im Süden und ein Gewerbegebiet im Norden. Stammumfang: 6,25 m Höhe: 19 m Pflanzjahr: ca. 1905 OSM-Link zur Kartendarstellung: „Wieseneiche“ am Autobahnkreuz | Quercus robur             | 6.33.492 |
| mehr Fotos \| Fotos hochladen | 1 Linde „Gerichtslinde“ | Vollmarshausen 51° 15′ 42,2″ N, 9° 33′ 52,2″ O | Die etwa 260 Jahre alte, nach Einkürzung noch 16 m hohe Sommerlinde mit Stammumfang von 3,80 m in der Ortsmitte, am ehemaligen Gerichtsplatz Vollmarshausen musste 2015 wegen Pilzbefalls gefällt werden. An deren Stelle steht seit 2016 eine neugepflanzte Linde. | Baum existiert nicht mehr | 6.33.494 |
| mehr Fotos \| Fotos hochladen | 1 Eiche                 | Vollmarshausen 51° 15′ 37,3″ N, 9° 34′ 12,7″ O | Stieleiche am östlichen Ortsrand von Vollmarshausen. Der Baum steht auf einer Grünfläche in einem Wohngebiet, vor dem Gebäude Heupel 26. Der Stamm teilt sich bereits dicht über der Wurzel in zwei mächtige Hauptäste. Die Krone der Eiche ist mit Seilen gesichert. Stammumfang: 5,95 m Höhe: 21 m Pflanzjahr: ca. 1885 OSM-Link zur Kartendarstellung: Eiche in Vollmarshausen | Quercus robur             | 6.33.495 |
| mehr Fotos \| Fotos hochladen | 1 Wildbirne             | Ochshausen 51° 17′ 7,4″ N, 9° 33′ 42,1″ O      | Wildbirne nordöstlich des Ortsrandes von Ochshausen, am Lindenberg, südlich von Kaufungen-Papierfabrik. Der Baum steht an einem Feldweg zwischen zwei Äckern und bildet noch Früchte aus. Stammumfang: 2,60 m Höhe: 12 m Pflanzjahr: ca. 1905 OSM-Link zur Kartendarstellung: Wildbirne bei Ochshausen | Pyrus pyraster            | 6.33.496 |

## Flächenhafte Naturdenkmale
| Bild           | Bezeichnung | Ortsteil, Lage                                 | Beschreibung | Nr.      |
| -------------- | ----------- | ---------------------------------------------- | --- | -------- |
| weitere Bilder | Sandgrube   | Vollmarshausen 51° 15′ 48,6″ N, 9° 34′ 47,7″ O | Aufgelassene Sandgrube ca. 600 m östlich des Ortsrandes von Vollmarshausen, „Vor der Spitzen Breite“. Etwa 100 m weiter östlich führt der Wanderweg Franzosenstraße an dem Gelände vorbei. Die Unterschutzstellung als Naturdenkmal erfolgte 2005. Fläche: ca. 0,37 ha OSM-Link zur Kartendarstellung: „Sandgrube“ bei Vollmarshausen | 6.33.497 |